# Spondyliosoma cantharus
La chopa (Spondyliosoma cantharus) (otros nombres: choupa, pañosa, pargo chopa) es un pez de la familia de los espáridos, común en la costa este del océano Atlántico y en el mar Mediterráneo.

## Morfología
Los adultos pueden alcanzar 50 cm de longitud, con un peso máximo de 2 kg.
Tiene el cuerpo muy comprimido lateralmente. De color gris azulado en el lomo y gris pardo en el lateral, con una docena de listas longitudinales frecuentemente interrumpidas, amarillentas en los jóvenes y color pardo en los adultos grandes, pero que al morir se vuelven en todos los ejemplares pardo oscuro.
La aleta caudal se observa con una orla negra. La aleta dorsal presenta once espinas duras. La mandíbula tiene todos los dientes de igual tamaño, relativamente pequeños, agudos y curvados.

## Hábitat y biología
Se distribuye por el Atlántico este, desde el Escandinavia hasta Namibia, así como por casi todo el Mediterráneo.
Los ejemplares jóvenes viven en grupos numerosos sobre fondos rocosos cerca de la orilla, aunque también se les puede encontrar en fondos de arena o de algas, mientras que los adultos viven en aguas más profundas, a cerca de 300 m de profundidad. Su alimentación es omnívora, siendo las algas una parte importante de su alimentación, complementada pequeños invertebrados, sobre todo crustáceos.
Son hermafroditas protoginos, que los primeros años son hembras y posteriormente se vuelven machos. En la época de reproducción el macho excava en la arena con su cola un nido redondeado de unos 30 a 100 cm de ancho, donde fecunda las huevas que pone la hembra y quedan envueltas en una masa gelatinosa. Después, es el macho quien los vigila hasta que eclosionan a los nueve días.

## Pesca y gastronomía
Se puede pescar con sedal y con redes. Los ejemplares grandes se pescan con anzuelo, al que muerden con ganas cuando se usa de cebo su comida favorita, los cefalópodos.
Grastronómicamente su carne es muy apreciada y de calidad, aunque no es tan sabrosa como la de otros espáridos, por lo que es poco común verlo en los mercados.

## Galería de imágenes

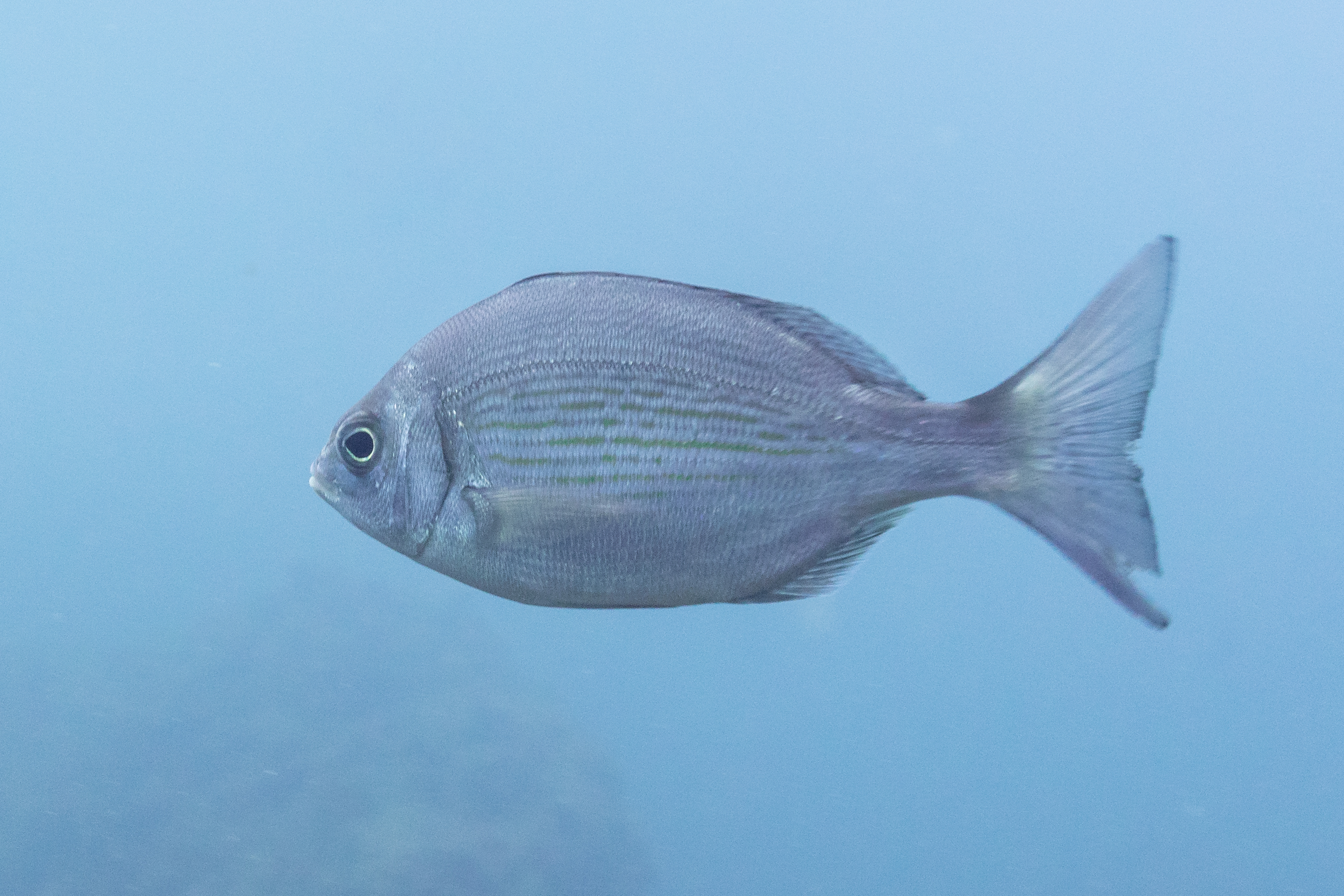
Ejemplar en Santander, España.
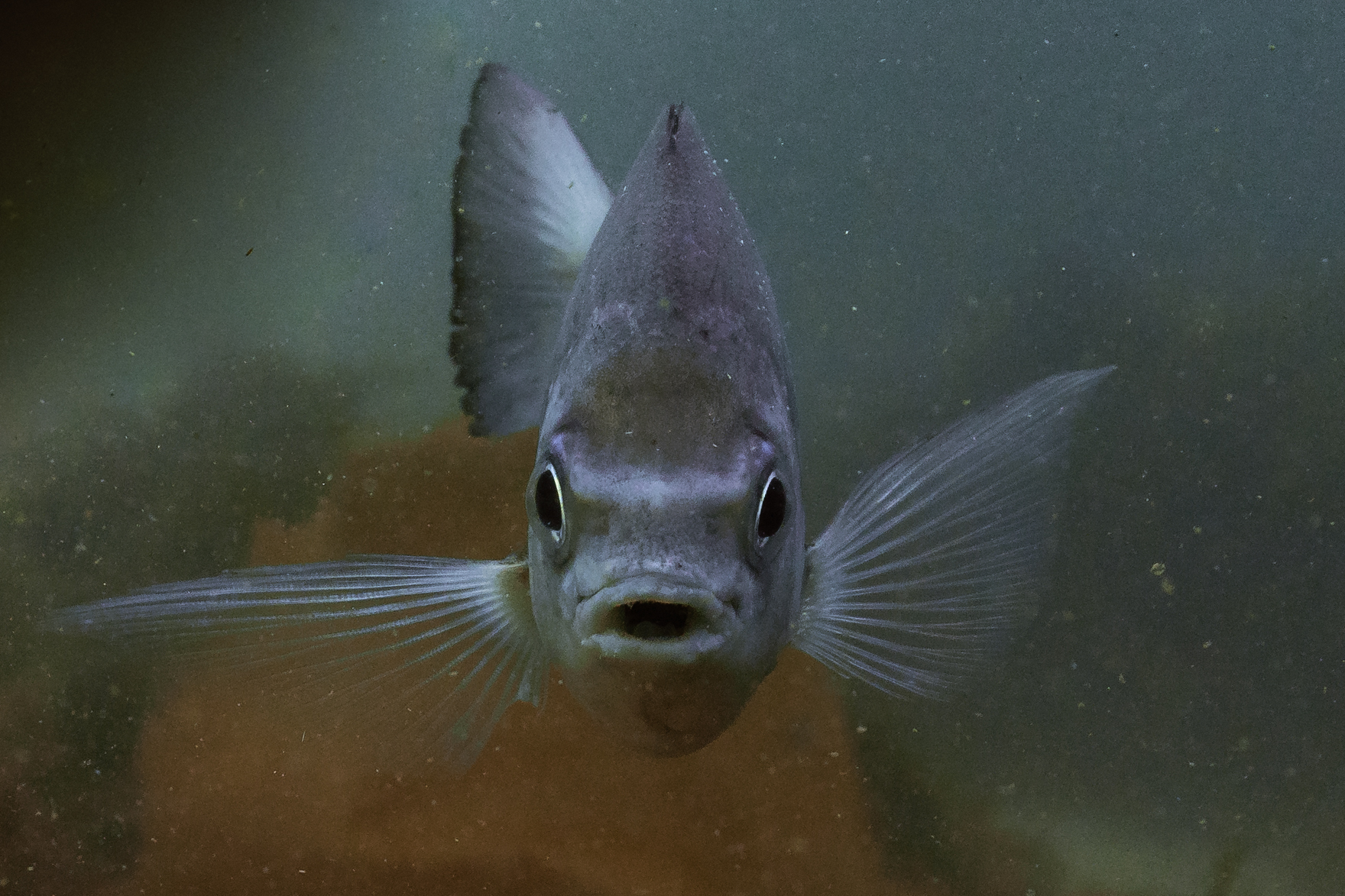
Vista frontal.
Vista lateral.
Ejemplar en las costas de Portugal.